# Estadio "Beisborama"
El Estadio "Beisborama" es un estadio de béisbol localizado en la ciudad de Córdoba, Veracruz, México. Fue construido en 1972, cuando Héctor Salmerón Roiz fue alcalde de la ciudad, en ese año, Chara Mansur llevó el equipo a la ciudad y fue remodelado en 1998 cuando los Cafeteros de Córdoba regresaron a la LMB. Fue sede en la Liga Mexicana de Béisbol desde 1972 hasta el 2006 teniendo varias etapas durante este periodo. También fue sede de los Cafeteros en la Liga Invernal Veracruzana. Actualmente es sede de los Cafetaleros de Córdoba en la Liga Invernal Veracruzana.